# Dietrich Peltz
Dietrich Peltz (9 de junio de 1914, Gera, Imperio alemán - Alemania, Múnich, 10 de agosto de 2001) fue un piloto de bombardeo alemán de la Luftwaffe durante la Segunda Guerra Mundial y el general más joven de la Wehrmacht. Como piloto, realizó aproximadamente 320 misiones de combate, incluidas aproximadamente 130 como piloto de bombarderos en el Frente Oriental, 90 como piloto de bombarderos en el Frente Occidental y 102 como piloto de bombardero en picado durante la Invasión de Polonia y la Batalla de Francia.
Nacido en Gera, Peltz se unió al servicio militar en la Reichswehr, más tarde renombrada Wehrmacht, del Tercer Reich en 1934. Inicialmente sirviendo en el Heer (Ejército), se transfirió a la Luftwaffe (Fuerza Aérea) en 1935. Voló misiones de combate sobre Polonia y Francia como piloto de bombarderos de buceo. Luego se convirtió en el bombardero Junkers Ju 88 y fue asignado a Kampfgeschwader 77 (KG 77-77.ª Ala de Bombardeo). Con esta unidad voló más misiones de combate en la Batalla de Inglaterra. Fue galardonado con la Cruz de Caballero de la Cruz de Hierro el 14 de octubre de 1940. Durante la Operación Barbarroja, la invasión alemana de la Unión Soviética, Peltz fue instrumental en el desarrollo de técnicas de bombardeo que permitieron ataques de bombardeo de precisión. Este logro le valió la Cruz de Caballero de la Cruz de Hierro con Hojas de Roble el 31 de diciembre de 1941. Luego fue enviado a la escuela de líderes de una unidad de bombarderos antes de que se le encargara formar una unidad, I. Gruppe (1.º grupo) de Kampfgeschwader 60 (KG  60-60.ª Ala de Bombardeo), especializada en el uso de munición guiada con precisión contra el envío Aliado. 
A principios de 1943, Peltz fue nombrado inspector de vuelo de combate, un papel en el que supervisó el desarrollo estratégico del brazo de bombardero alemán. A partir de agosto de 1943, fue nombrado comandante general de la IX. Fliegerkorps (9.º Cuerpo Aéreo) y se le encargó revivir la ofensiva de bombarderos alemanes como Angriffsführer England (líder de ataque Inglaterra) contra Inglaterra y se le otorgó la Cruz de Caballero de la Cruz de Hierro con hojas y espadas de roble el 23 de julio de 1943 por su liderazgo. Esta iniciativa condujo a una campaña de bombardeos estratégicos nocturnos contra la Operación Steinbock del sur de Inglaterra, que terminó con grandes pérdidas para los bombarderos alemanes a principios de 1944. Aunque era un experto en bombarderos, fue nombrado comandante general del II. Jagdkorps (2.º Cuerpo de Combate) y fue responsable de la planificación de la fallida Operación Bodenplatte, el ataque de los combatientes alemanes en las bases aéreas aliadas en Bélgica y los Países Bajos. Se le encargó toda la Defensa del Reich aérea en marzo de 1945 y abogó por la idea de "embestir" para detener la campaña aérea contra Alemania, incluso a riesgo de sufrir grandes pérdidas. Su último puesto de servicio fue comandante general de I. Fliegerkorps (1.º Cuerpo Aéreo). Después de la guerra trabajó para Krupp y Telefunken y murió el 10 de agosto de 2001 en Múnich.

## Primeros años y carrera
Peltz nació el 9 de junio de 1914 en Gera-Reuß, en Turingia, en ese momento un Principado de Reuss-Gera. Era hijo de un director de fábrica. A los 18 años había recibido una licencia de piloto y se graduó en 1933 con su Abitur (diploma) del internado Hermann Lietz en Spiekeroog.

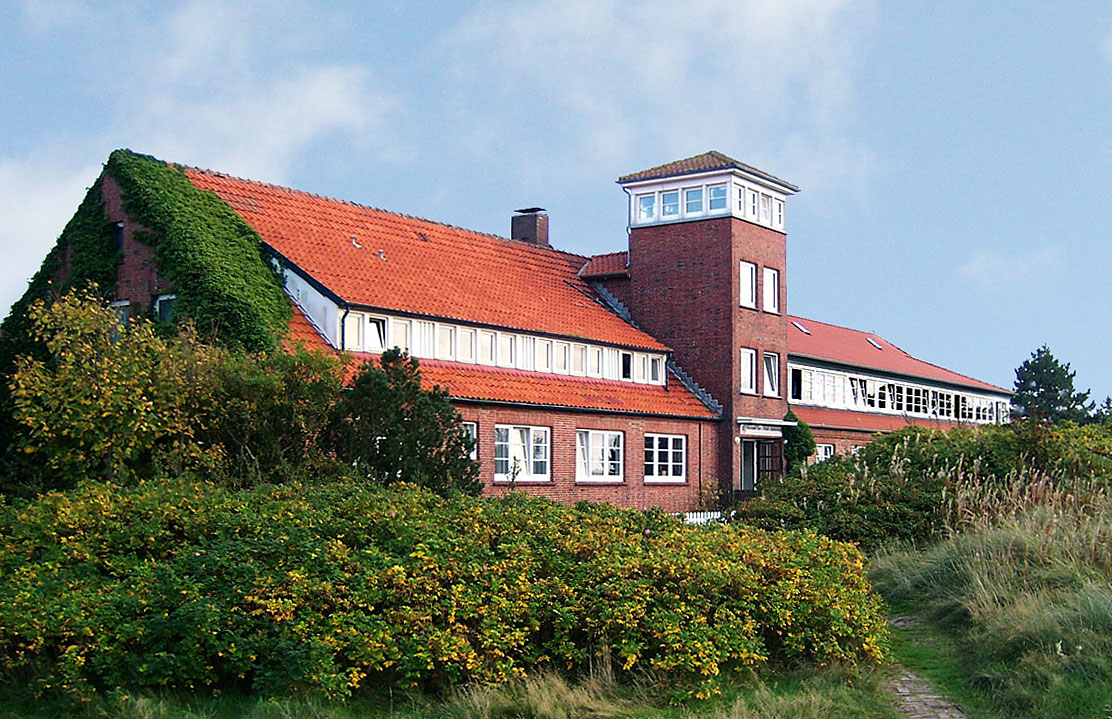
Escuela Hermann Lietz en Spiekeroog.

Después de su graduación, Peltz realizó una pasantía en Mercedes-Benz en Untertürkheim, Stuttgart en los años 1933–1934. Se unió al servicio militar del Reichsheer como aspirante a oficial con la 1.ª compañía del Kraftfahr-Abteilung 5 (5.º Departamento de Vehículos Motorizados) en Stuttgart-Cannstatt el 4 de abril de 1934. Aquí se desempeñó como Kradschütze (infantería de motocicleta) y fue promovido a Fahnenjunker-Unteroffizier (cadete-corporal) el 1 de diciembre de 1934.
Mientras asistía a la Kriegsschule (escuela de guerra) del Heer (Ejército) en Múnich, fue ascendido a Fähnrich (alférez) el 1 de junio de 1935. Fue promovido a Oberfähnrich (alférez de alto rango) el 1 de octubre de 1935 y transferido a la Luftkriegsschule Klotzsche (escuela de guerra aérea klotzsche) en Dresde Luego recibió capacitación adicional en la escuela de vuelo en Salzwedel, que completó el 31 de marzo de 1936. Un día después, el 1 de abril, fue ascendido a Leutnant (teniente) y el 20 de abril fue transferido oficialmente a Jagdgeschwader "Immelmann", llamado así por el piloto de caza de la Primera Guerra Mundial Max Immelmann, en Lübeck-Blankensee. Durante esta tarea, fue enviado a la escuela de ciegos en Wesendorf-Neuburg an der Donau.
Jagdgeschwader "Immelmann" pasó a llamarse Sturzkampfgeschwader 162 (StG 162-162.ª Ala de bombardero en picado) y equipado con el primer bombardero en picado Junkers Ju 87A. En 1937, Peltz fue nombrado asistente del I. Gruppe (grupo) que pasó a llamarse I. Gruppe de Sturzkampfgeschwader 168 (StG 168-168.ª Ala de bombardero en picada) el 1 de abril de 1938. Después del Anschluss, la anexión de Austria al Tercer Reich, justo cuando el Junkers Ju 87B entró en servicio, esta unidad se trasladó a Graz y se la denominó II. Gruppe de Sturzkampfgeschwader 2 (StG-2.ª Ala de bombardero en picada). El 1 de marzo de 1939, Peltz fue ascendido a Oberleutnant (primer teniente). Dos meses más tarde, el 1 de mayo de 1939, el Gruppe fue de nuevo a llamarse y era conocido como I. Gruppe de Sturzkampfgeschwader 76 (STG   76-76.ª Ala de bombardero en picada), a veces denominada Grazer Gruppe. En este día, Peltz fue nombrado Staffelkapitän (líder de escuadrón) del 1. Staffel (primer escuadrón).
Peltz lidera el 1. Staffel en el Ju 87 demostración de bombardero en picada en Neuhammer, actual Świętoszów, Polonia, el 15 de agosto de 1939. Observaron la manifestación los comandantes de la Luftwaffe, incluidos los generales Hugo Sperrle, Bruno Loerzer y Wolfram von Richthofen. La capa inferior de nubes, que se creía que estaba a 900 m (3.000 pies), tenía solo 100 m (330 ft). Durante la demostración, 13 equipos de Ju 87 se estrellaron al morir por juzgar mal la capa de nubes y no lograron detenerse a tiempo. El evento se conoció como el "Desastre de Neuhammer Stuka" (Neuhammer Stuka-Unglück).

## Segunda Guerra Mundial
La Segunda Guerra Mundial en Europa comenzó el viernes 1 de septiembre de 1939 cuando las fuerzas alemanas invadieron Polonia. Peltz realizó 45 misiones de combate con su Staffel contra Polonia, atacando líneas de ferrocarril, cruces de tráfico y puentes, así como el bombardeo de Wieluń. Por sus servicios en Polonia recibió la Cruz de Hierro de 2.ª clase (Eisernes Kreuz 2. Klasse) el 15 de septiembre de 1939. Durante la Batalla de Francia, que comenzó el 10 de mayo de 1940, voló con el mismo Staffel, que pasó a llamarse 1. Staffel de Sturzkampfgeschwader 3 (StG 3-3.º Ala de Bombardero) el 5 de julio de 1940. Nuevamente líneas de ferrocarril dirigidas, cruces de tráfico y puentes. Además, atacó el envío en Calais y durante la Batalla de Dunkerque hundió un barco de transporte. En total, realizó ocho misiones contra Dunkerque y recibió la Cruz de Hierro de 1.ª Clase (Eisernes Kreuz 1. Klasse) el 22 de mayo de 1940. Voló 57 misiones adicionales antes de que finalizara la campaña en Francia el 25 de junio de 1940. En total, Peltz realizó 102 misiones de combate sobre Polonia y Francia, liderando a su Staffel a través de estas campañas sin pérdida.

### Piloto de Bombardero
Después de la Batalla de Francia, Peltz fue enviado a Greifswald para el entrenamiento de conversión al Junkers Ju 88. En agosto de 1940 fue enviado a la Geschwaderstab (unidad central) de Kampfgeschwader 77 (KG 77-77.º Ala de Bombardero) con sede en Laón en el Frente del Canal. Voló 70 misiones diurnas y nocturnas en la Batalla de Inglaterra, incluidas operaciones especiales de él solo atacando objetivos específicos. Después de su misión número 130 en total como piloto de bombarderos de buceo sobre Polonia y Francia, así como piloto de bombarderos sobre Inglaterra, fue galardonado con la Cruz de Caballero de la Cruz de Hierro (en alemán, Ritterkreuz des Eisernen Kreuzes) el 14 de octubre de 1940. La presentación fue hecha por Reichsmarschall (Mariscal del Imperio) Hermann Göring, recibió el premio junto con el Mayor (Mayor) Friedrich Kless, Gruppenkommandeur (comandante del grupo) del II./Kampfgeschwader 55 (KG 55-55.º Ala de Bombardero).

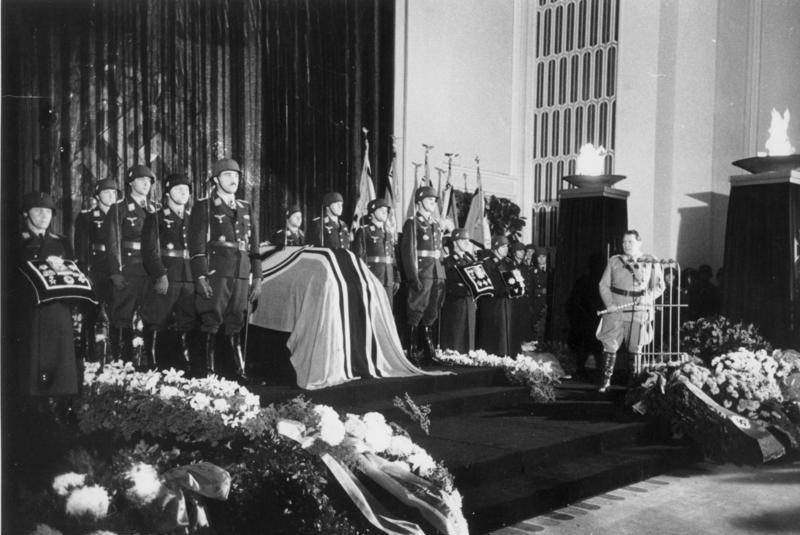
Peltz en el funeral de Ernst Udet.

Peltz fue nombrado Staffelkapitän en el KG 77 en noviembre de 1940 y ascendido a Hauptmann (capitán) el 1 de marzo de 1941. Menos de dos semanas después, el 12 de marzo, recibió el mando del II. Gruppe del KG 77. Con esta unidad se trasladó a Prusia Oriental en junio de 1941, en el preludio de la Operación Barbarroja, la invasión alemana de la Unión Soviética el 22 de junio de 1941. Voló misiones de apoyo para el Heer contra objetivos en el sector norte, incluido la línea de ferrocarril Leningrado-Moscú, estaciones de ferrocarril, patios de maniobras, canales y puertas de seguridad. Aquí, Peltz fue instrumental en el desarrollo de técnicas de bombardeo precisas, permitiendo a su grupo lograr el éxito contra objetivos de precisión que anteriormente solo se podían lograr con fuerzas de bombardeo mucho más grandes. Voló su misión de combate número 200 el 12 de julio de 1941.
Se le ordenó a Peltz que entregara su comando del II./KG 77 el 30 de septiembre de 1941 al Haupmann Heinrich Paepcke y fue enviado al Luftwaffenstab (cuartel general de la Fuerza Aérea) en el Ministerio de Aviación (RLM- Reichsluftfahrtministerium) en Berlín. En numerosas discusiones dentro del Alto Mando de la Luftwaffe abogó por la necesidad de una escuela de comandantes de unidades de bombarderos. Fue puesto a cargo de la capacitación de bombardero en picado en la escuela de liderazgo de la unidad para pilotos de bombarderos (Verbandsführerschule für Kampfflieger) en Foggia en Italia. Por sus logros anteriores como piloto acumulado durante aproximadamente 250 misiones de combate, Peltz recibió la Cruz de Caballero de la Cruz de Hierro con Hojas de Roble (Ritterkreuz des Eisernen Kreuzes mit Eichenlaub) el 31 de diciembre de 1941. El 46.º miembro de la Wehrmacht fue honrado. La presentación, junto con el Major Otto Weiß y el Major Hubertus Hitschhold, se realizó en la Guarida del Lobo, sede de Hitler en Rastenburg, actual, Kętrzyn en Polonia, en enero de 1942.
En enero de 1942, Peltz fue nombrado Comandante de la escuela de comandantes de la unidad de bombarderos en Foggia, donde todos los comandantes de bombarderos operativos fueron entrenados en las últimas técnicas operativas. En el período del 8 al 31 de julio de 1942 se desempeñó como oficial para tareas especiales (Offizier zur besonderen Verwendung) del RLM y Comandante en Jefe de la Luftwaffe. En este período cayó su ascenso a Major el 18 de julio de 1942. La escuela de comandantes de la unidad de bombarderos se mudó de Foggia a Tours en Francia a mediados de 1942. Aquí el I. Gruppe de Kampfgeschwader 60 (KG 60-60.º Ala de Bombarderos) fue levantado de la escuela del comandante de la unidad de bombarderos y Peltz fue nombrado su Gruppenkommandeur el 1 de agosto de 1942. El Gruppe, equipado con el Ju 88 A-4, recibió la tarea de desarrollándose en el uso de municiones guiadas de precisión que se están desarrollando en Alemania, como Fritz X y Henschel Hs 293, contra el envío aliado. En funcionamiento para octubre de 1942, esta unidad fue enviada a Noruega contra los convoyes de Murmansk aliados, pero solo tres semanas después fue cambiada a bases en Cerdeña para contrarrestar la invasión aliada de la "Antorcha", la invasión británico-estadounidense del África del Norte francesa.

### Comandante de la Luftwaffe
Peltz fue ascendido a Oberstleutnant (teniente coronel) el 1 de diciembre de 1942. Un mes más tarde, el 1 de enero de 1943, Peltz reemplazó al veterano Generalleutnant (teniente general) Johannes Fink como inspector de vuelo de combate con el Oberkommando der Luftwaffe (OKL) - Comando de la Fuerza Aérea). En este papel, El Reichsmarschall Göring le preguntó sobre el uso del avión jet Messerschmitt Me 262 como bombardero. Peltz le señaló a Göring que sería muy difícil apuntar una bomba, y mucho menos golpear un objetivo con Me 262. Continuó y explicó que el Me 262 no era apto para bombardeos de inmersión y, en vuelo nivelado, alcanzó un objetivo del tamaño de 1 km al cuadrado (0.39 sq mi) dependía en gran medida de la suerte. Göring, bajo presión para presentarle a Hitler un bombardero rápido capaz de evitar a los combatientes aliados, se enfureció por su evaluación. Peltz continuó explicando que el problema de permanecer en formación durante el mal tiempo negaría aún más el efecto de bombardeo, ya que los ataques tendrían que ser realizados por un solo avión. Peltz luego continuó y argumentó que el Me 262 se utilizaría mejor como un avión interceptor.
Peltz fue ascendido a Oberst im Generalstab (coronel en el Estado Mayor) el 17 de marzo de 1943 con un Rangdienstalter (RDA - rango de antigüedad) del 1 de septiembre de 1943. Además de sus otras obligaciones, fue nombrado Angriffsführer England (líder de ataque Inglaterra) en 24 de marzo de 1943. La idea era revivir la ofensiva de bombarderos alemanes contra Gran Bretaña combinando todos los recursos de bombarderos disponibles bajo un solo comando. En esta posición de comando, se convirtió en el miembro número 31 de la Wehrmacht en recibir la Cruz de Caballero de la Cruz de Hierro con Hojas y Espadas (en alemán, Ritterkreuz des Eisernen Kreuzes mit Eichenlaub und Schwertern) el 23 de julio de 1943. Como Angriffsführer England controlaba elementos del Kampfgeschwader 2 (KG 2-2.º Ala de Bombardero), Kampfgeschwader 6 (KG 6-6.º Ala de Bombardero), Kampfgeschwader 30 (KG 30-30.º Ala de Bombardero), Kampfgeschwader 51 (KG 51-51.º Ala de Bombardero), Kampfgeschwader 54 (KG 54-54.º Ala de Bombardero) y el I. Gruppen (1.º Grupo) de Kampfgeschwader 66 (KG 66-66.ª Ala de Bombardero), Kampfgeschwader 76 (KG   76-76.ª Ala de Bombardero), Kampfgeschwader 100 (KG   100-100.º Ala de Bombardero) y Schnellkampfgeschwader 10 (SKG 10-10.º Ala de Bombarderos Rápidos), así como el 1. Staffel de Aufklärungsgruppe 123 (123.º Grupo de Reconocimiento). Estas unidades se consolidaron bajo el mando del IX. Fliegerkorps (9.º Cuerpo Aéreo) y Peltz fue nombrado comandante el 4 de septiembre de 1943. Dirigió esta unidad hasta el 14 de octubre de 1944. En este puesto de mando, fue ascendido a Generalmajor (mayor general) el 1 de noviembre de 1943 con una RDA del 1 de mayo de 1944.

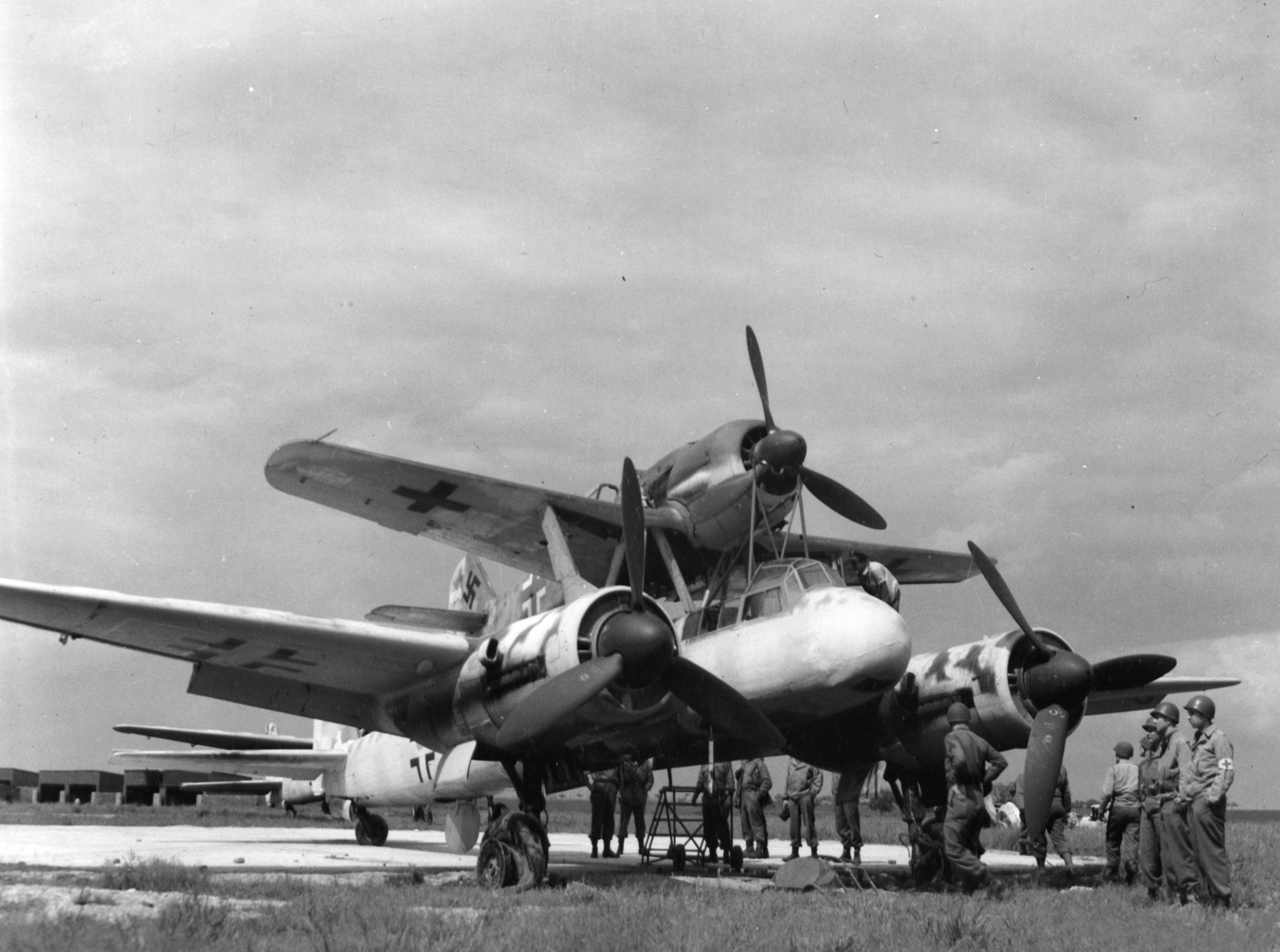
Un ejemplo capturado de un entrenador de Mistel. El personal del Ejército de los Estados Unidos examinó el avión.

El proyecto Mistel, una configuración de avión compuesto, fue defendido por Peltz en ese momento. La configuración era un avión de combate montado en la parte superior de un avión bombardero sin piloto con su compartimiento de la tripulación reemplazado por una ojiva de alto explosivo. El plan era utilizar estos sistemas de armas contra objetivos endurecidos como puentes y embarcaciones enemigas.
IX Fliegerkorps ordenó a las fuerzas de bombardeo de la Luftwaffe en la Operación Steinbock (21 de enero - 29 de mayo de 1944), el bombardeo de represalia de Inglaterra, denominado "Baby Blitz", que terminó en grandes pérdidas para los bombarderos alemanes. En diciembre y comienzos de enero, Peltz cuidadosamente reunió unos 500 aviones, incluidos los Junkers Ju 88, Ju 188, Dornier Do 217, Me 410 y la problemática serie Heinkel He 177 A en los aeródromos franceses para formar IX Fliegerkorps. Los ataques, inicialmente contra Londres y las áreas industriales y luego contra objetivos costeros, se detuvieron a fines de mayo después de grandes pérdidas para los alemanes, con poco que mostrar por el esfuerzo.
Después de la Invasión aliada de Normandía, las fuerzas de bombardeo, ya en gran parte agotadas, tuvieron que volar misiones de apoyo del Heer en el Frente de Invasión. El 10 de octubre de 1944, los equipos de bombarderos del IX Fliegerkorps fueron remusionados como infantería o como pilotos de combate. Peltz, quien por entrenamiento y experiencia era un experto en bombarderos pero admirado por Hitler por su eficiencia en el cumplimiento de las órdenes, se convirtió en el comandante del II. Jagdkorps (2.º Cuerpo de Combate) que vio acción durante la ofensiva de las Ardenas, en particular la Operación Bodenplatte, el intento de ganar superioridad aérea durante la etapa estancada de la Batalla de las Ardenas para que el Ejército alemán y las fuerzas Waffen-SS pudieran reanudar su avance. La operación logró cierta sorpresa y éxito táctico, pero finalmente fue un fracaso. Una gran cantidad de aviones aliados fueron destruidos en tierra pero fueron reemplazados en una semana. Las bajas de las tripulaciones aéreas aliadas fueron bastante pequeñas, ya que la mayoría de las pérdidas aliadas fueron aviones vacíos sentados en el suelo. Sin embargo, los alemanes perdieron a muchos de sus pilotos de combate que no pudieron reemplazar fácilmente.

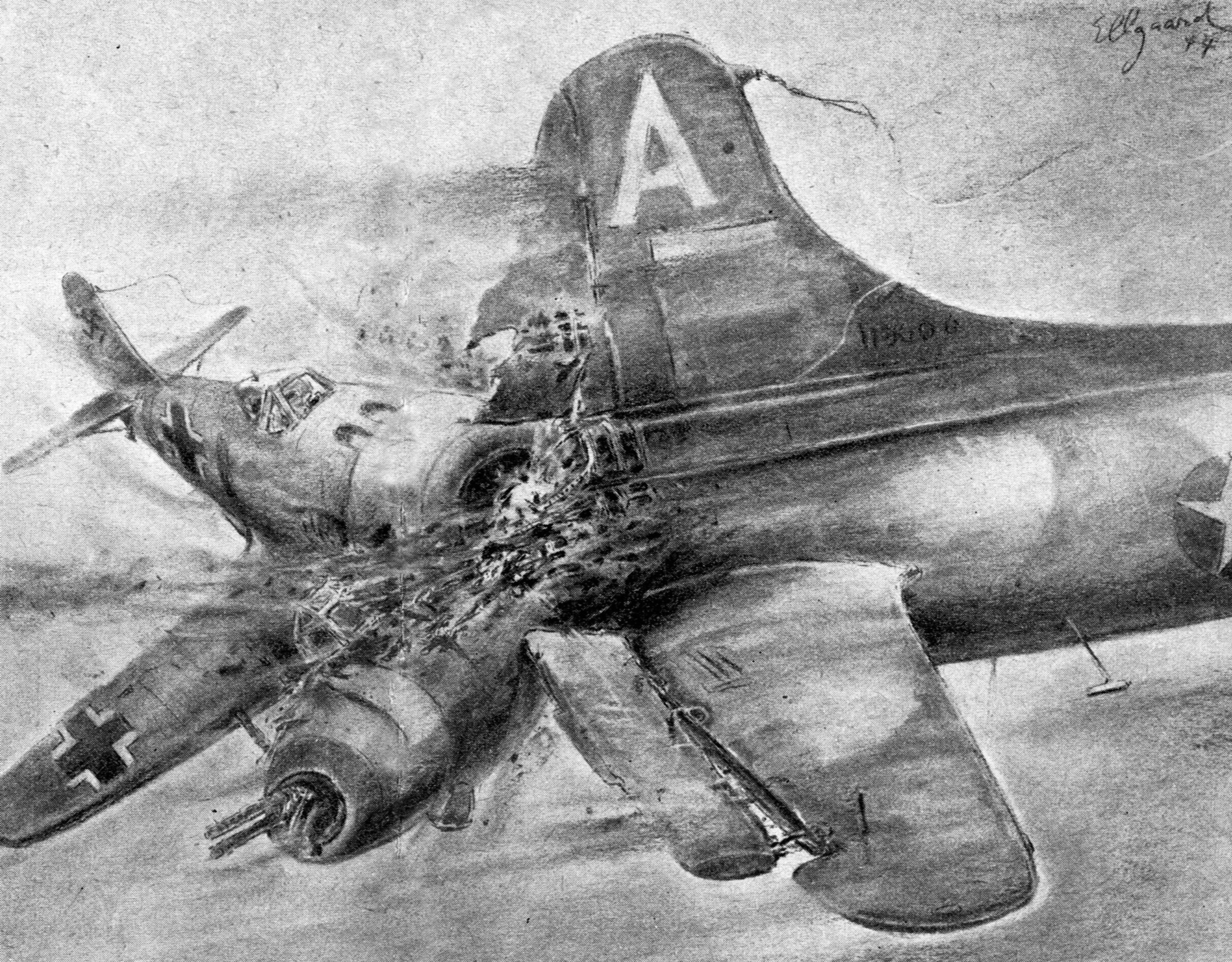
Un dibujo de 1944 de Helmuth Ellgaard que ilustra "embestir"

Para contrarrestar la abrumadora ofensiva de bombarderos aliados contra Alemania, Peltz, junto con el Oberst Hajo Herrmann, abogó por la idea de embestir a los bombarderos estadounidenses de cuatro motores. El concepto requería que voluntarios jóvenes y leales al régimen, pero relativamente poco entrenados, fueran voluntarios para estas misiones suicidas.
A mediados de enero de 1945, Peltz visitó la Luftkriegsschule 2 en Berlín-Gatow para reclutar voluntarios para las misiones de embestida contra la fuerza bombardera aliada. El comando de la Luftwaffe esperaba una tasa de deserción del 90%, sin embargo, los 80 pilotos estudiantes se ofrecieron como voluntarios. Los pilotos fueron entrenados para el ataque de embestida en Stendal cerca de Magdeburgo bajo el nombre de tapa Schulungslehrgang Elbe (Curso de entrenamiento Elbe). La idea original se centró en un ataque masivo de 1.500 aviones. Esto no pudo realizarse y el 7 de abril de 1945, 183 combatientes atacaron a la Octava Fuerza Aérea. El ataque resultó en la destrucción de 23, potencialmente más, bombarderos de cuatro motores a costa de 133 aviones alemanes perdidos.
En marzo, a Peltz, el general más joven de la Wehrmacht, se le encomendó la obligación de coordinar toda la Defensa del Reich aérea. Al final de la Segunda Guerra Mundial en Europa, estaba al mando general del I. Fliegerkorps (1.º Cuerpo Aéreo).
Durante los últimos días de la Segunda Guerra Mundial en Europa, el teniente general (Generalleutnant) Adolf Galland intentó rendir elJagdverband 44 (JV 44-44.ª Unidad de Combate), un Me 262 jet unidad de combate, a las fuerzas estadounidenses. Al mismo tiempo, General del Aire (General der Flieger) Karl Koller había ordenado al JV 44 para trasladarse a Praga y continuar luchando. El Oberstleutnant Heinrich Bär, quien estaba sustituyendo al herido Galland como comandante del JV 44, intentó ignorar la orden. Bär fue presionado más para reubicar al JV 44 por Peltz, como comandante de la IX. Fliegerkorps y Oberst Herrmann, comandante de 9. Flieger-Division (J), que surgió inesperadamente en la sala de control en Maxglan el 2 de mayo de 1945. Una disputa acalorada y violenta estalló entre Bär, Peltz y Herrmann, presenciado por Walter Krupinski. Más tarde recordó que Bär respondió con "Sí, señor, pero estamos bajo el mando del Generalleutnant Galland, ¡y solo seguiré las órdenes del Generalleutnant Galland!", Un acto de desobediencia que Krupinski creía que podría haber llevado a Bär a ser fusilado por insubordinación.

## Vida posterior y carrera industrial
Después de que Peltz fue liberado como prisionero de guerra, encontró trabajo en la industria privada. Inicialmente trabajó para Krupp en Essen y Rheinhausen. En 1963 encontró empleo en Telefunken donde permaneció hasta su jubilación. Su último puesto fue jefe de representantes de Telefunken y jefe de la fábrica en Konstanz. Peltz, cuñado de Hans-Karl Stepp, murió el 10 de agosto de 2001 en Múnich.

## Resumen de la carrera militar
Peltz realizó aproximadamente 320 misiones de combate, 130 de las cuales como piloto de bombarderos en el Frente Oriental y 90 en el Frente Occidental, y 102 misiones sobre Polonia y el Frente Occidental como piloto de ataque terrestre (Stuka).

### Condecoraciones
- Cierre Frontal de Vuelo de la Luftwaffe en Oro con banderín "300"[20]
- Insignia de Piloto/Observador en Oro con Diamantes[20]
- Cruz de Hierro (1939) 
  - 2.ª clase (15 de septiembre de 1939)[1]
  - 1.ª clase (22 de mayo de 1940)[1]
- Cruz de Caballero de la Cruz de Hierro con hojas de roble y espadas
  - Cruz de Caballero el 14 de octubre de 1940 como Oberleutnant y Staffelkapitän de la 1./Sturzkampfgeschwader 3[21][22]
  - 46.ª Robles el 31 de diciembre de 1941 como Hauptmann y Gruppenkommandeur del II./Kampfgeschwader 77[21][23]
  - 31.ª Espadas el 23 de julio de 1943 como Oberst im Generalstab de Angriffsführer England[21][24]

### Rangos
| 1 de diciembre de 1934: | Fahnenjunker-Unteroffizier (Cadete-Corporal)                             |
| 1 de junio de 1935:     | Fähnrich (Alférez)                                                       |
| 1 de octubre de 1935:   | Oberfähnrich (Alférez mayor)                                             |
| 1 de abril de 1936:     | Leutnant (Teniente)                                                      |
| 1 de marzo de 1939:     | Oberleutnant (Primer Teniente)                                           |
| 1 de marzo de 1941:     | Hauptmann (Capitán)                                                      |
| 18 de julio de 1942:    | Mayor (Mayor)                                                            |
| 1 de diciembre de 1942: | Oberstleutnant (Teniente Coronel)                                        |
| 17 de marzo de 1943:    | Oberst (Coronel), con una fecha de rango de edad 1 de septiembre de 1943 |
| 1 de noviembre de 1943: | Generalmajor (Mayor general)                                             |

### Citas
1. 1 2 3  Obermaier, 1976, p. 41.
2. 1 2 3 4 5 6 7 8 9 10 11  Stockert, 1996, p. 247.
3. 1 2 3 4 5  Stockert, 1996, p. 248.
4. ↑  Weal, 2012, p. 15.
5. ↑  Stockert, 1996, p. 297.
6. 1 2 3  Stockert, 1996, p. 249.
7. ↑  Ziegler, 2014, pp. 66–67.
8. ↑  Parker, 1999, p. 88.
9. ↑  Stockert, 1996, pp. 249–250.
10. 1 2 3  Stockert, 1996, p. 250.
11. ↑  Parker, 1999, p. 128.
12. ↑  Bergström, 2014, p. 326.
13. ↑  Caldwell y Muller, 2007, p. 262.
14. ↑  Hammerich y Schlaffer, 2012, pp. 362–363.
15. ↑  Gunkel, 2009.
16. ↑  Feist y McGuirl, 2014, p. 173.
17. ↑  Forsyth, 2008, pp. 111, 112.
18. ↑  Forsyth, 2008, pp. 115, 116.
19. ↑  Kaiser, 2010, p. 21.
20. 1 2  Berger, 1999, p. 265.
21. 1 2 3  Scherzer, 2007, p. 586.
22. ↑  Fellgiebel, 2000, p. 334.
23. ↑  Fellgiebel, 2000, p. 56.
24. ↑  Fellgiebel, 2000, p. 41.
25. 1 2 3 4 5  Kaiser, 2010, p. 20.